# Hallund Sogn
Hallund Sogn er et sogn i Brønderslev Provsti (Aalborg Stift).
I 1800-tallet var Hallund Sogn i Dronninglund Herred anneks til Øster Brønderslev Sogn i Børglum Herred. Begge herreder hørte til Hjørring Amt. Øster Brønderslev-Hallund sognekommune blev ved kommunalreformen i 1970 indlemmet i  Brønderslev Kommune.
I Hallund Sogn ligger Hallund Kirke.
I sognet findes følgende autoriserede stednavne:
- Brunhøje (areal)
- Hallund (bebyggelse, ejerlav)
- Hallund Hede (bebyggelse)
- Hallund Kær (bebyggelse)
- Hallundbjerg (bebyggelse)
- Hollensted (bebyggelse, ejerlav)
- Hulknøse (areal)
- Nymark (bebyggelse)
- Nørrehede (bebyggelse)
- Sønderhede (bebyggelse)
- Søndersig (bebyggelse)
- Volsager (bebyggelse)
- Østenkær (bebyggelse)